# 해남 진양주
해남 진양주(海南 眞釀酒)는 대한민국 해남 지역에서 전해오는 술이다. 원래 궁중의 술로 영암군 덕진면의 광산 김씨 집안에 후실로 들어온 최씨 성의 궁인(宮人)이 비법을 전수했다고 전한다.. 1994년 1월 31일 전라남도의 무형문화재 제25호로 지정되었다.

## 개요
해남 진양주는 원래 궁중의 술로 영암군 덕진면의 광산 김씨 집안에 후실로 들어온 최씨 성의 궁인(宮人)이 비법을 전수했다고 전한다.
만드는 방법은 먼저 찹쌀 1되에 물 5되를 부어 죽을 쑨 뒤 찬 기운이 들도록 식힌다. 누룩 2되를 곱게 찧어서 죽과 함께 섞고, 항아리에 담아 부뚜막에 놓아둔다. 이때 온도는 20 °C이상을 유지한다. 3∼4일이 지나 술이 익으면 다시 찹쌀 9되를 술밥으로 쪄 식힌 뒤 항아리의 술과 섞어 부뚜막에 놓아둔다. 7∼8일이 지나면 물 5되를 끓여 식힌 뒤 항아리에 붓는다. 3∼4일이 지나면 술이 완전히 익는데, 용수를 박아 용수 안에 고이는 맑은 청주를 떠내고 다시 참채로 걸러내 마신다. 특히 진양주는 덕정리 외에도 인근의 북창, 둔주포, 맹진 등에서도 양조되고 있으나 덕정리의 우물로 빚어야 제맛을 낸다고 한다.
해남 진양주는 경주법주보다 강한 향기가 나며 알콜농도는 13% 내외이다. 현재 기능보유자 최옥림에 의해 전승되고 있다.

## 참고 자료
- 해남진양주 - 국가유산청 국가유산포털